# Luís de Castro Pereira
Luís de Castro Pereira (1768 — 1 de agosto de 1822) foi um religioso e político brasileiro.

## Vida
Foi presidente da junta governativa da província de Mato Grosso, instalada em 20 de agosto de 1821, de 20 de agosto de 1821 até seu falecimento em 1 de agosto de 1822.
Foi bispo de Cuiabá, com o título de Bispo de Ptolomaida.